# Ricostruzione Roux-en-Y

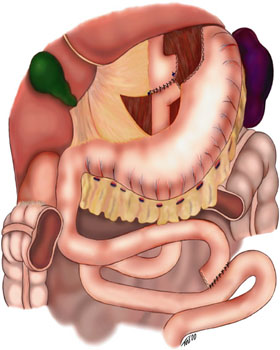
Schematizzazione di bypass gastrico con ricostruzione Roux-en-Y

Con il termine  ricostruzione Roux-en-Y  o più correttamente ricostruzione esofago-digiunale su ansa ad Y secondo Roux si intende una particolare operazione chirurgica di ricostruzione in seguito ad una gastrectomia totale o pancreaticoduodenectomia. Deriva il suo nome dal chirurgo che per primo la descrisse, César Roux.

## Intervento
Nell'operazione la prima ansa digiunale viene prima interrotta e poi anastomizzata direttamente allo stomaco, verso il basso viene effettuata un'altra anastomosi tra l'ultima porzione duodenale e parete laterale del digiuno, permettendo il passaggio dei succhi bilio-pancreatici e il contatto con il bolo alimentare. 